# Barlingbo kyrka
Barlingbo kyrka är en kyrkobyggnad på Gotland som tillhör Barlingbo församling i Visby stift.

## Kyrkobyggnaden
Kyrkobyggnaden stegrar sig trappstegsvis i tre avsatser från koret i öster till det kraftiga kyrktornet i väster. Kyrkan är väl synlig över det omgivande åkerlandskapet. Trots sina betydande proportioner är tornet inte uppfört till full höjd utan klockvåningen med ljudgluggar har inrymts i nedre delen av tornspiran. Rester av en tidigmedeltida stenkyrka med kyrktorn har grävts fram under den nuvarande kyrkan av putsad kalksten.
Under 1200-talets andra fjärdedel uppfördes nuvarande kor i öster. Koret är ett slags absid med ett fyrsidigt utsprång där altaret är placerat. Samtida med koret är en sakristia med två rum vid korets norra sida. Vid 1200-talets mitt uppfördes murarna till långhuset. På 1280-talet avslutades byggnaden med tornet, samtidigt som långhuset välvdes.
Den stora gotiska sydportalen i långhuset fungerar som huvudportal. Den har en huggen omfattning av perspektiviskt placerade bågar och upptill ett gavelfält vars höjd överstiger takfoten. En stor gotisk portal, nu igenmurad, finns även på tornets nordsida, och en romansk i korets sydfasad. Interiören får sin karaktär av de kraftiga bågarna som bär upp de djärva kryssvalv som spänner över rummets från utsprånget i öster till ringkammaren i väster. I östväggen finns ett spetsbågigt fönster med masverk från 1200-talets slut och i väster avslutas rummet av ett stort rundfönster från samma tid. Flera av kyrkans fönster har märkliga figurala och ornamentala glasmålningar från 1280-talet. På väggarna och i valven finns medeltida kalkmålningar från olika perioder. Bland dessa märks en för Gotland ovanlig serie apostlabilder kring altaret.
Vid en mindre restaurering 1948 tog man bland annat fram tidigare överkalkade vägg- och valvmålningar.

## Inventarier
- Det stora triumfkrucifixet med hjulkors och evangelistsymboler i korsändarna är daterat till 1240-talet och tillskrivs Tingstädemästaren.
- Den rikt skulpterade dopfunten i ringkammaren härrör från 1100-talet och är en av de märkligaste på Gotland.
- Predikstolen är daterad till 1673 och står på ett medeltida sidoaltare.
- Altaruppsatsen i sandsten gjordes 1683.
- Kyrkklockan är gjuten i början av 1400-talet.

### Orglar
- 1859 byggde Olof Niclas Lindqvist, Sanda, en orgel med sju stämmor.
- 1914 byggdes en orgel av Olof Hammarberg med nio stämmor.
- 1971 byggde Anders Perssons Orgelbyggeri en mekanisk orgel.

| Manual       | Pedal      | Koppel  |
| Gedakt 8’    | Sordun 16' | Man/Ped |
| Rörflöjt 4’  |            |         |
| Principal 2’ |            |         |
| Oktava 1’    |            |         |

## Bilder

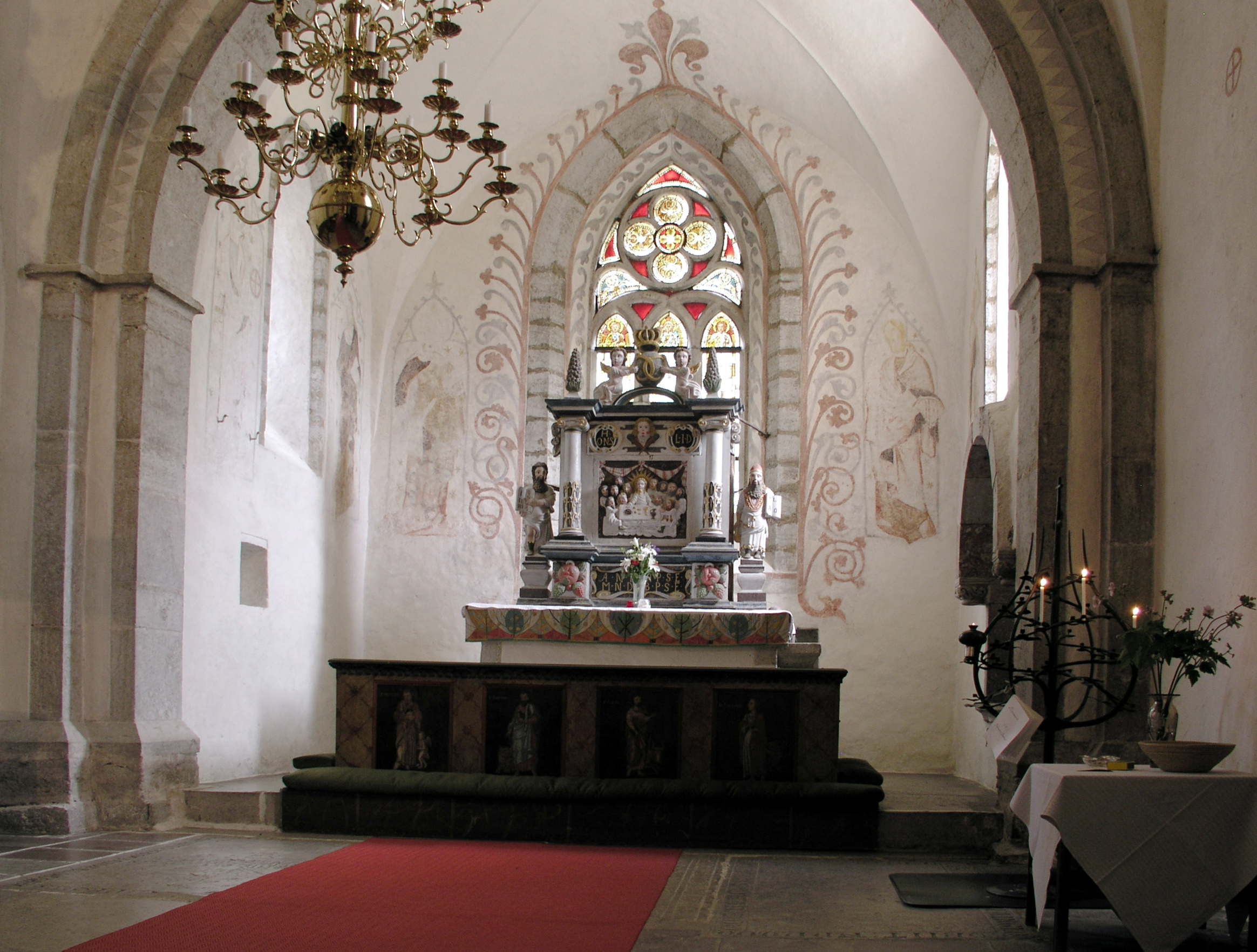
Koret
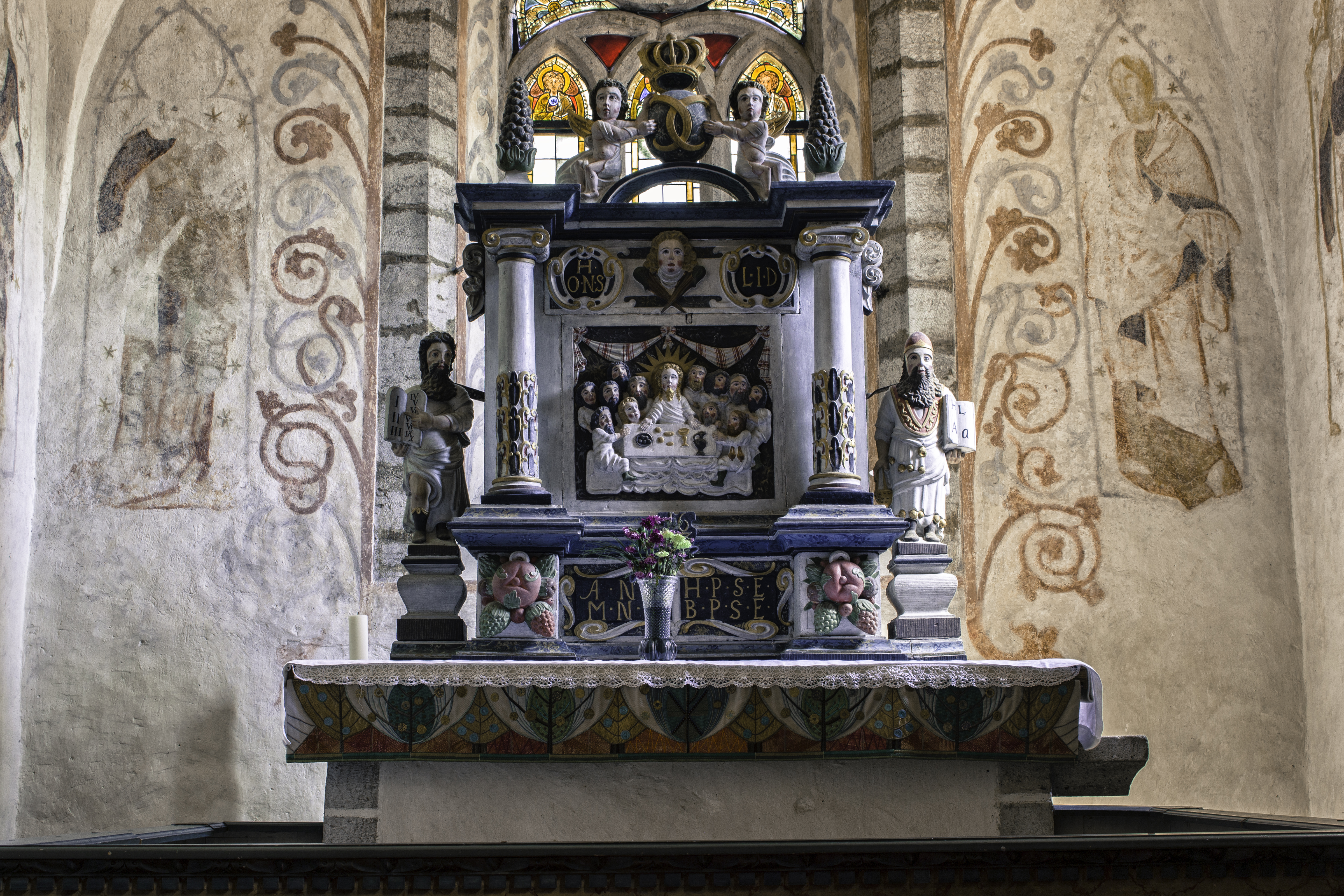
Altaruppsats
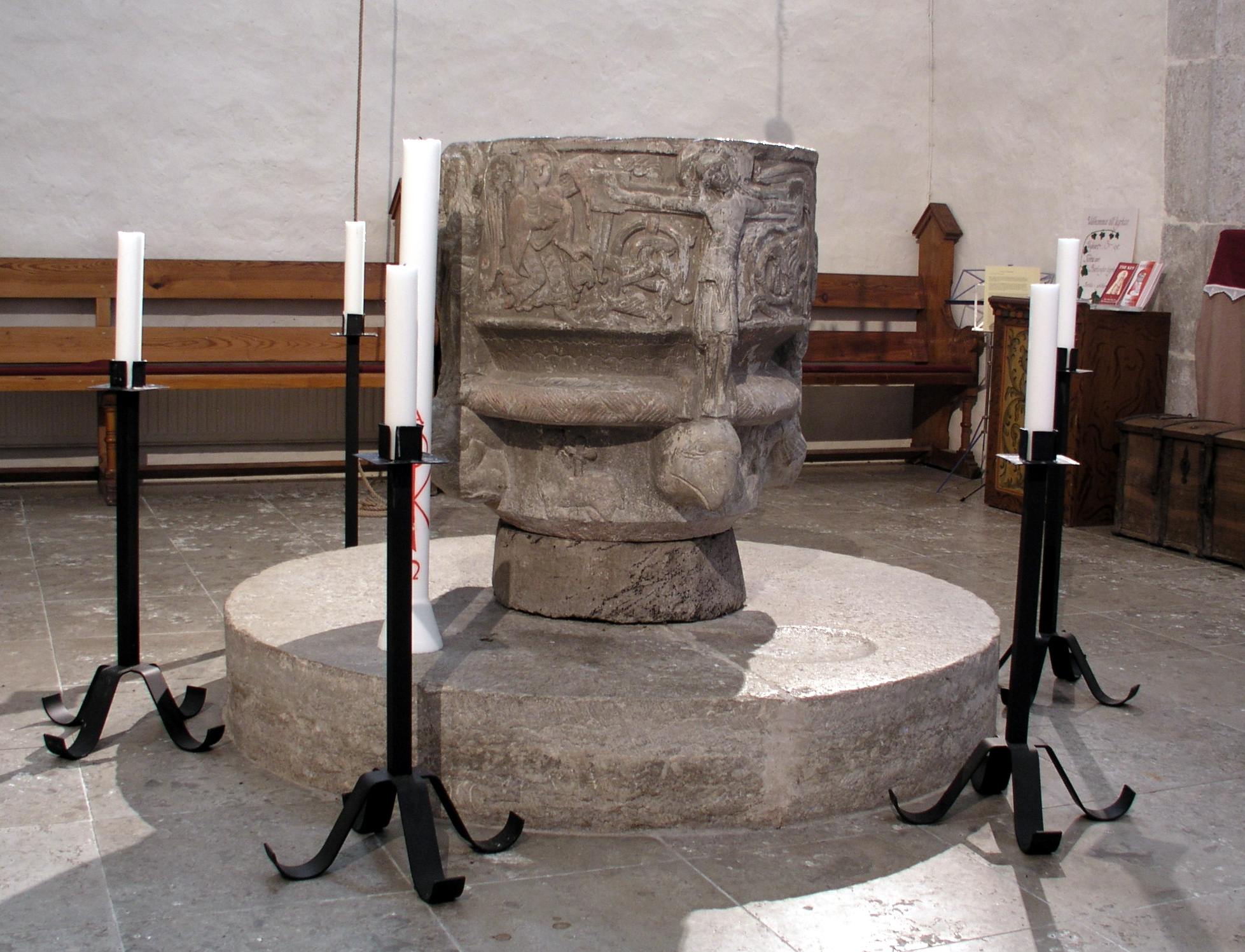
Dopfunt
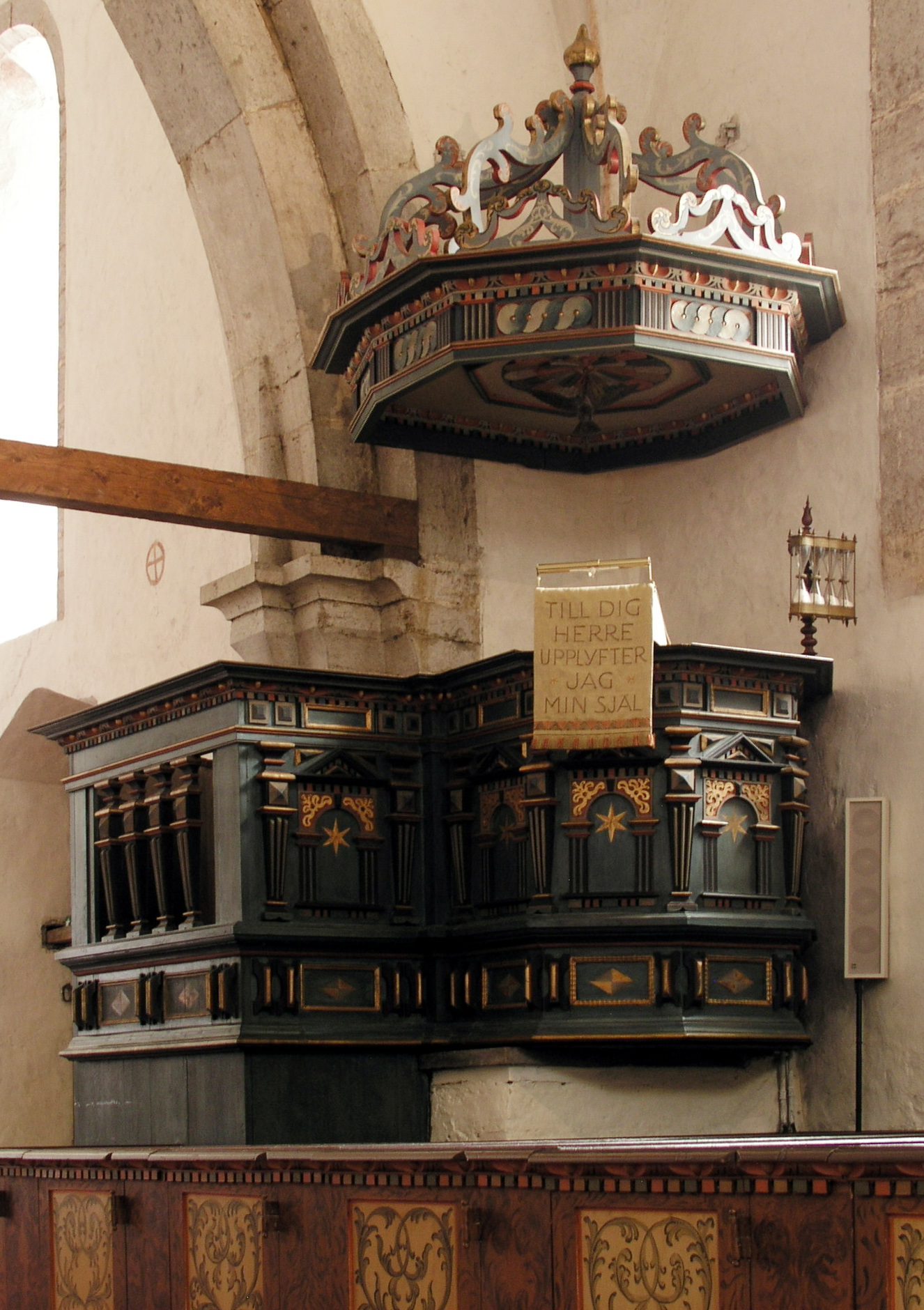
Predikstol
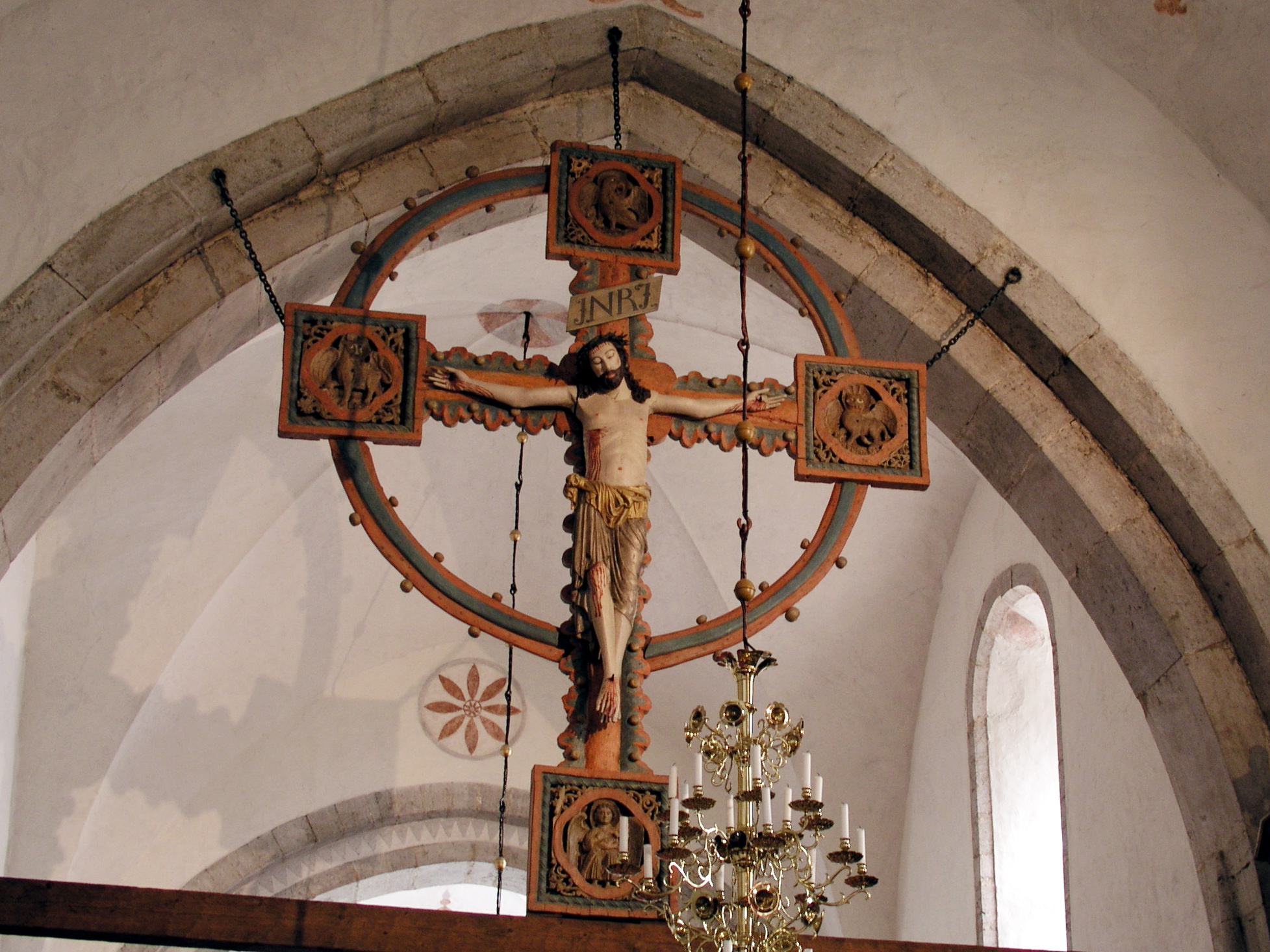
Triumfkrucifix